# Râul Păuleasca, Micești
Râul Păuleasca este un râu afluent al râului Micești.

## Hărți
- Harta Județul Argeș